# Concarena
La Concarena (in dialetto camuno La Narèna) è un massiccio montuoso delle Prealpi Orobiche, che raggiunge l'altezza massima di 2.549 m s.l.m. nella Cima della Bacchetta.

## Descrizione

### Localizzazione
La Concarena costituisce il gruppo montuoso più elevato della dorsale calcareo-dolomitica che separa la media Val Camonica dalla Valle di Scalve. La Concarena è situata all'estremità nord-orientale di questa dorsale, che è invece chiusa a sud-ovest dal Pizzo Camino: i limiti del massiccio sono a sud la piccola Valle di Lozio, ad est il solco principale della Valle Camonica, a nord la valle del torrente Clegna (tributaria della Valle Camonica e comunicante, tramite il Passo dei Campelli a 1892 m con l'alta Valle di Scalve). I confini occidentali della Concarena sono invece incerti, in quanto potrebbe essere considerato parte del gruppo anche il Cimone della Bagozza (2407 m) fissando pertanto il limite al Passo di Valzellazzo (2077 m). Ad ogni modo il limite della Concarena propriamente detta è il Passo di Baione (2163 m).
Dal punto di vista amministrativo, gran parte del massiccio è compreso nel territorio della provincia di Brescia. I contrafforti nord-occidentali della montagna ricadono però in territorio scalvino, quindi in provincia di Bergamo. I comuni che si dividono l'area montuosa della Concarena sono Lozio, Cerveno, Losine, Ono San Pietro e Capo di Ponte per quanto riguarda il settore camuno, il solo comune di Schilpario nel ristretto settore bergamasco.
La vetta culminante della Concarena è la Cima della Bacchetta (2549 m). Numerose altre cime superano i 2000 metri di quota: la Cima dei Ladrinai (2403 m), il Monte Vaccio (2338 m) e il Corno del Dente (Coren del Dènt in camuno, 2303 m) sono le principali.

### Morfologia del rilievo e note geologiche
La Concarena è una montagna suggestiva e imponente: visibile, nelle giornate terse, sin dalla Val Padana, incombe sul fondovalle della media Valle Camonica con un dislivello di circa 2200 metri in poco più di 5 chilometri. La conformazione della montagna è quella tipica derivata dalle caratteristiche della roccia, che è una varietà di calcare appartenente alla cosiddetta formazione del Calcare di Esino: pareti verticali, profondi canali e stretti camini caratterizzano l'affilata cresta rocciosa che si innalza nelle varie cime. Tali caratteristiche sono comuni ad altri massicci delle Prealpi Bergamasche (Grigne, Pizzo Arera, Pizzo della Presolana e Pizzo Camino), che non a caso si collocano alla medesima latitudine e dei quali la Concarena è il più elevato.

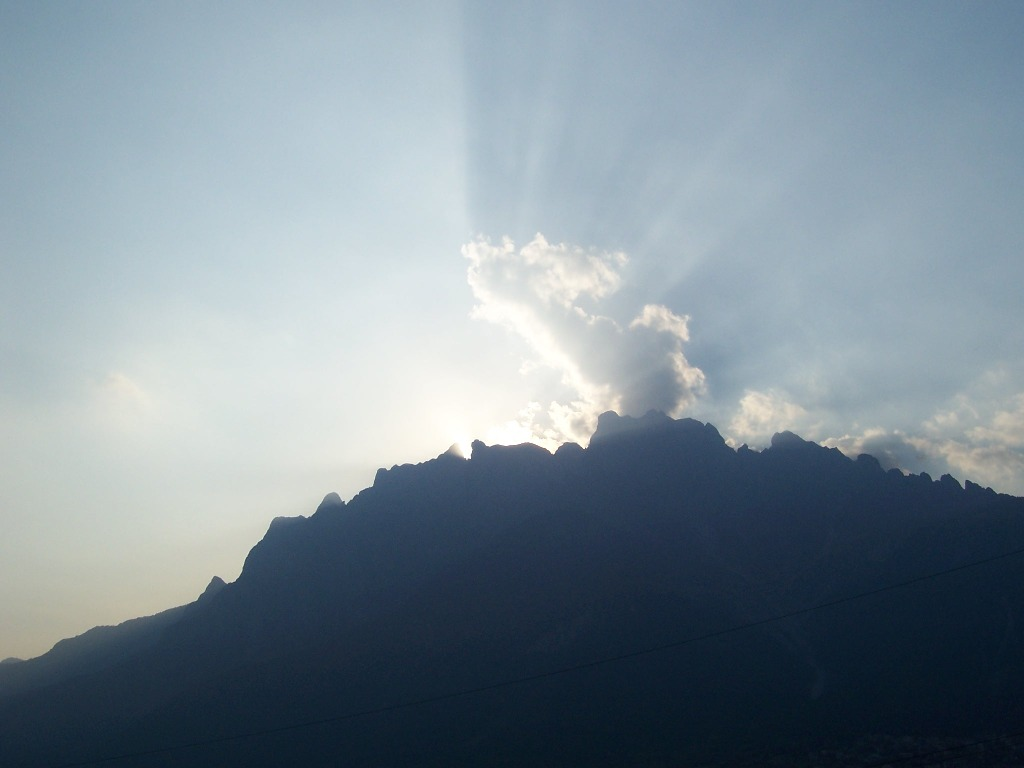
La Concarena durante gli equinozi

La formazione delle rocce carbonatiche che compongono l'intero gruppo montuoso iniziò sul fondo di un antico mare, la Tetide, circa 225 milioni di anni or sono, pertanto in piena epoca triassica. In questa fase si verificò una proliferazione di organismi marini, in particolare alghe calcaree e coralli, i quali andarono a costituire una serie di piattaforme carbonatiche, simili alle attuali barriere coralline, caratterizzate da bassa profondità delle acque e in parte emergenti dalla superficie del mare, in modo analogo a quanto si può verificare oggi nella piattaforma delle isole Bahamas (Oceano Atlantico).
I bastioni rocciosi della Concarena, come quelli dell'antistante Pizzo Badile Camuno, sono appunto costituiti da sedimenti di piattaforma, ora smembrati, che subirono durante l'orogenesi alpina (iniziata nel Cretaceo), un notevole processo di fratturazione, deformazione e sollevamento.
I camini gelidi sono fessure da cui filtra aria fredda in anfratti rocciosi, fenomeno tipico del territorio della Concarena: le manifestazioni più significative di esso, grazie al clima gelido, si notano lungo il sentiero che porta al Laghetto di Nuadè e a Tamba del Giass. Fra le teorie proposte dai vari studiosi sulla "flora dei camini gelidi", c'è quella che vedrebbe l'origine del vento gelido in depositi di neve sotterranei.
Un'annotazione antropologica: la Concarena, per il suo aspetto, era dalle popolazioni locali considerata un monte "femminile"; al verificarsi degli equinozi, viene raggiunta dall'ombra del Pizzo Badile, monte considerato invece "maschile".

## Alpinismo

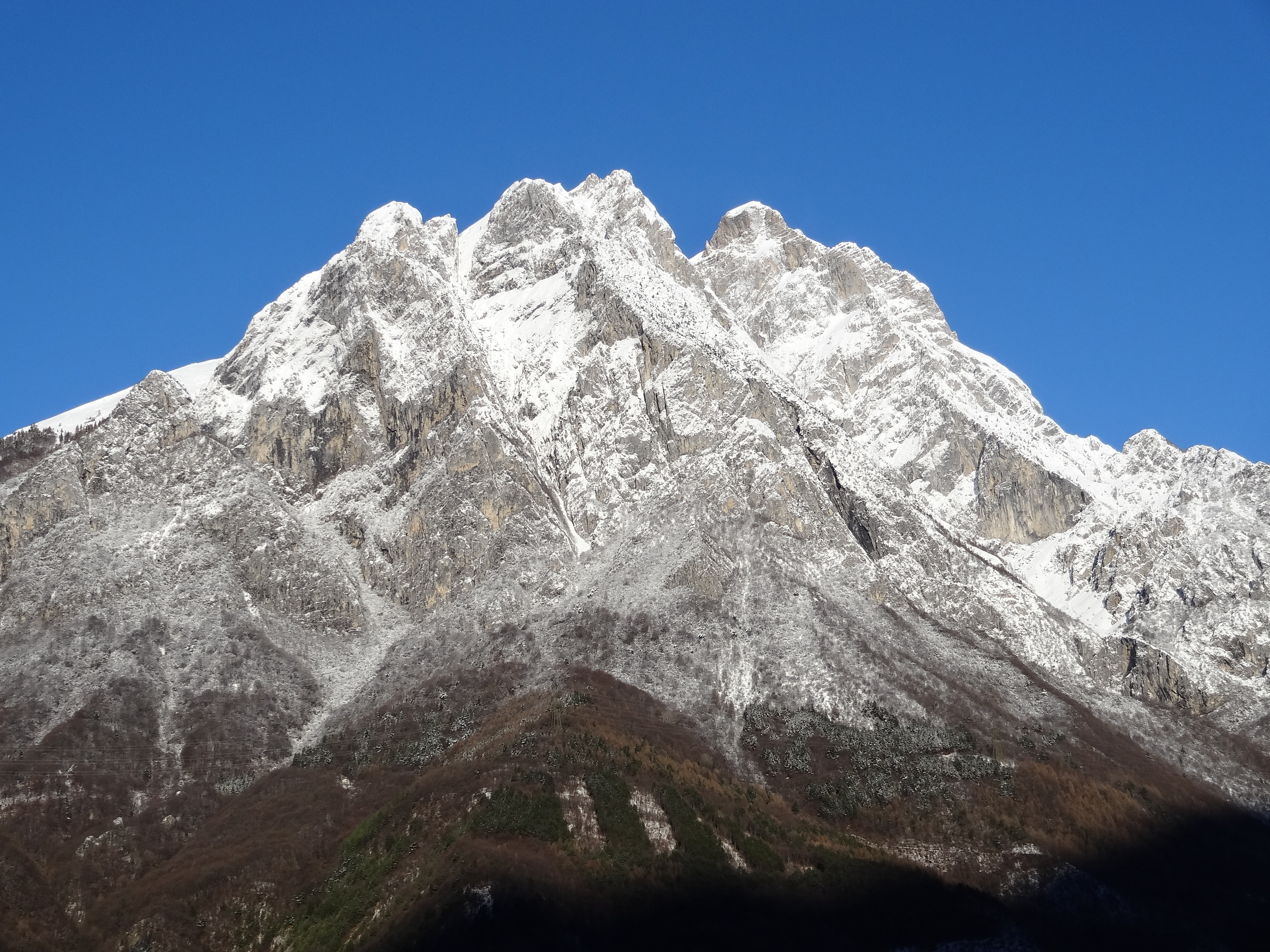
Concarena da Niardo in inverno

### Itinerari di salita
La via normale di salita a Cima Bacchetta è un itinerario escursionistico che presenta alcuni passaggi piuttosto tecnici ed è quindi rivolto a persone con notevole esperienza e conoscenza della montagna.
Da Sommaprada di Lozio (1045 m s.l.m.) si raggiunge, mediante un sentiero segnato (segnavia numero 81 delle sezioni CAI della Valle Camonica) la chiesa di Santa Cristina (1155 m), dalla quale, seguendo sempre il medesimo segnavia, si inizia a risalire con percorso a tornanti la ripida Val Baione, profonda gola rocciosa che si apre tra la Cima della Bacchetta, a est, e il Cimone della Bagozza, a ovest. Superate le Plagne del Sale (1621 m) si raggiunge un bivio. Qui, si abbandona il segnavia 81 e si inizia a seguire il percorso che si dirama sulla destra (segnavia 81/a) che risale un canale roccioso.
La risalita del canale presenta alcune difficoltà tecniche (un salto di pochi metri, attrezzato con corda fissa, e un passaggio di arrampicata di II grado nel finale). Terminato il canale la traccia giunge in cresta, da dove, senza ulteriori asperità, si arriva in vetta, sormontata da una croce. Questo percorso richiede 4 ore, ed è classificabile complessivamente come itinerario per escursionisti esperti (EE), fatta salva la presenza di neve o di ghiaccio, che rendono la via molto più insidiosa, e quindi, prettamente alpinistica.

### Rifugi e bivacchi

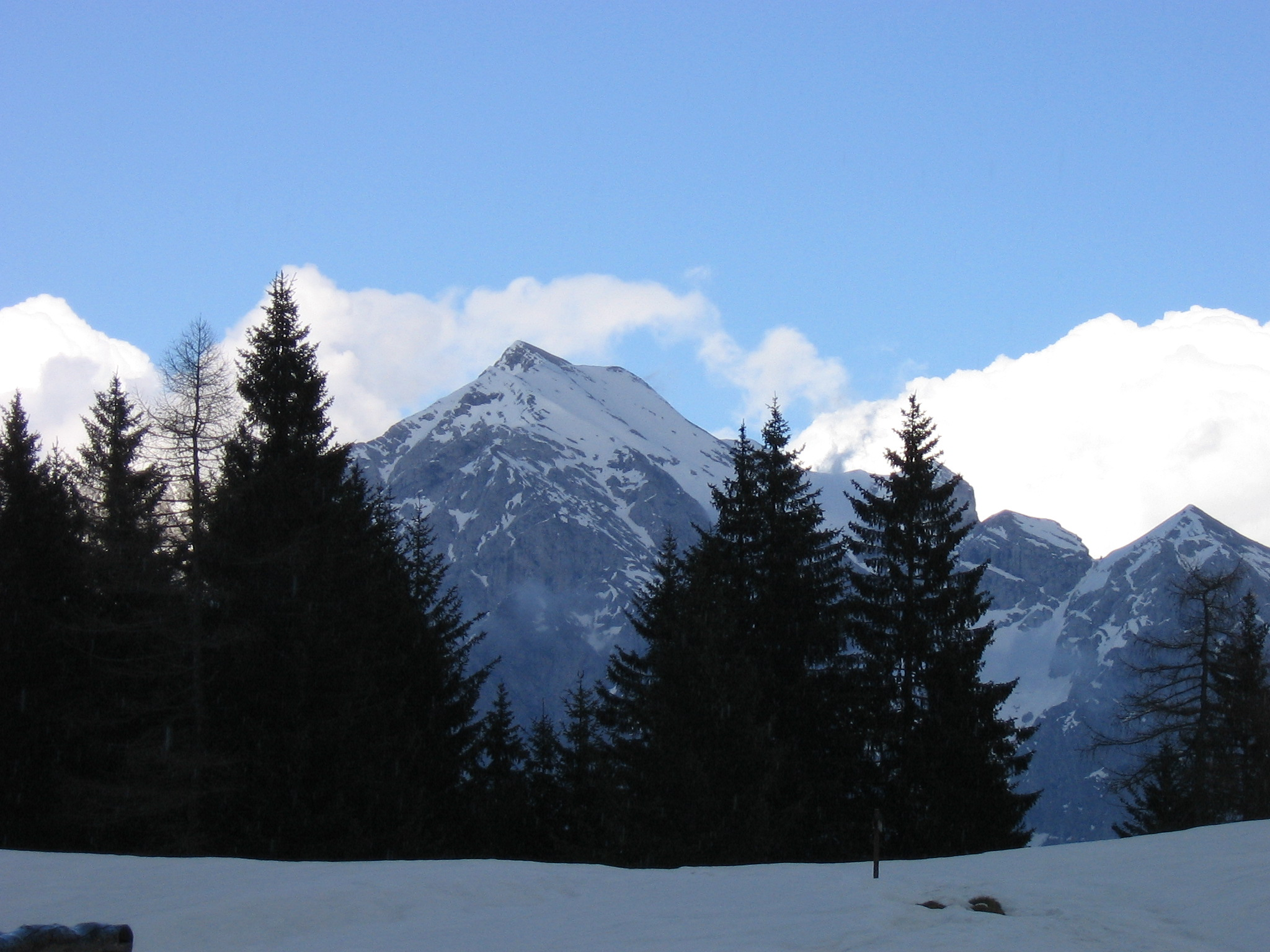
Cima della Bacchetta vista dal Colle di Mignone (1526 m) sopra Ossimo.

Il gruppo della Concarena, come peraltro gran parte dell'area montuosa di cui fa parte, è povero di strutture di supporto all'alpinista e all'escursionista. Sono comunque presenti due rifugi gestiti e due bivacchi.
Il Rifugio Baita Iseo, di proprietà Club Alpino Italiano è situato ai piedi delle pareti nord-orientali della montagna, a 1335 metri di quota sopra l'abitato di Ono San Pietro. Il rifugio è raggiungibile sia a piedi, sia in fuoristrada.
Il Rifugio Campione si trova anch'esso nel territorio comunale di Ono San Pietro, in prossimità del Passo dei Campelli e quindi dello spartiacque con la Valle di Scalve. Collocato a 1947 metri di quota, si raggiunge a piedi sia dal suddetto Rifugio Baita Iseo, seguendo la strada sterrata che risale la valle, sia dal versante scalvino (località Cimalbosco, servita dalla ex SS 294) seguendo l'itinerario per il Passo dei Campelli. In entrambi i casi i tempi di percorrenza sono di circa un'ora e trenta minuti.
In alta Val Baione, a 2016 metri sopra il livello del mare, è collocato invece il Bivacco Val Baione, dotato di 12 posti letto e di alcune comodità (fornello a gas e illuminazione elettrica tramite pannello fotovoltaico) e provvisto di acqua corrente (non potabile) tramite un rubinetto collocato all'esterno dell'edificio. Il bivacco, che può essere utilizzato come tappa intermedia durante le ascensioni alle vette (che altrimenti richiederebbero di affrontare dislivelli proibitivi), può essere raggiunto da Sommaprada (frazione del comune di Lozio situata a 1045 m s.l.m.) tramite un sentiero segnato (segnavia 81), con un tempo di percorrenza variabile, secondo gli autori di varie guide, tra le 2 e le 3 ore.
Il Bivacco don Giulio Corini situato al Passo di Valzellazzo, nel Gruppo del Cimon della Bagozza. È stato installato nell'agosto 2017 ed inaugurato nel mese successivo. Il bivacco ha la forma di un triangolo rettangolo, si tratta di una struttura moderna, cinque pannelli solari collocati sul tetto e un piccolo impianto eolico forniscono la corrente elettrica necessaria per il fornello e per l'illuminazione a led. L'interno è in legno e le pareti esterne hanno un doppio rivestimento in fibra di carbonio. Nella parte alla destra della porta d'ingresso (quella più alta) ci sono 7 posti letto su tavolati con altrettanti materassini e coperte. Nella parte centrale c'è il reparto cucina con due tavoli, un fornello con piastra elettrica e alcune stoviglie. Alla sinistra, dove c'è la parte più bassa, una porta chiusa a chiave probabilmente conduce in un ripostiglio. Manca l'acqua.

## Viticoltura
Lungo i vari conoidi di deiezione del monte Concarena sin dal VII e VIII secolo si pratica la viticoltura. 
Nella documentazione storica dei beni monastici si trovano le prime testimonianze di pagamento di canoni d'affitto con determinate quantità di vino. Questo nel VII e VIII secolo. Nel XI e XIII secolo ne troviamo conferma nelle investiture feudali del vescovo di Brescia. La conferma che l'area era vocata alla coltivazione viticola lo si deduce dalla documentazione storica di Giovanni Da Lezze, nel suo catastico bresciano del 1609- 1610. Così descrive “Cemmo… territorio assai buono producendo… vini ed altri frutti, et è terra assai grande, et posta in sito allegro”. Padre Gregorio da Cane, in “Curiosj trattenimenti continenti ragguagli sacri e profani de' popoli camuni" (Venezia 1698), ricorda e descrive l'area di “Cemo” dove “s'estendeua il tutto con giardini e vigne delisiose“. Dall'archivio parrocchiale di Cemmo, nel Memoriale di Bortolomeo Battaglia da Cemo (1697-1720) descrive ed analizza ampiamente la viticoltura locale del tempo e descrive i Vigneti e le relative operazioni colturali. Nel recente restauro della casa delle suore Dorotee di Cemmo (immobile già sede in epoca medioevale del convento dei frati Riformati di San Francesco) è emerso un affresco che comprende un'intera stanza con raffigurazione di scene di vendemmia risalente indicativamente al XIV-XV secolo. Nell'archivio parrocchiale si rintracciano numerose citazioni di canoni, affitti e vendite del XV e XVI secolo, relativi ad aree vitate, “opulate" nonché ad immobili con annesso torchio, il tutto conferma che l'area era già almeno da un millennio dedita alla viticoltura.
Dalla fine degli anni novanta e lungo il versante della Concarena che si estende da Losine a Cemmo, la viticoltura ha visto una grande rinascita. Qui si coltivano principalmente vigneti di Riesling Renano e Incrocio Manzoni, Marzemino e Merlot. 
La causa della rinascita della viticoltura lungo il versante solivo del monte è principalmente dovuta alla riscoperta e reinterpretazione delle peculiarità geoclimatiche del terroir della Concarena. Qui il terreno è principalmente calcareo e scheletrico, frutto di antiche sedimentazioni lungo i conoidi. Il clima è caratterizzato da marcati sbalzi termici giorno/notte e da un'esposizione solare ottimale nelle ore mattutine con repentini crolli di temperatura nelle ore serali. 
Operanti lungo il versante solivo della Concarena troviamo ora 8 aziende delle quali 5 sono aderenti al Consorzio per la tutela dei vini IGT della Vallecamonica.

## Note

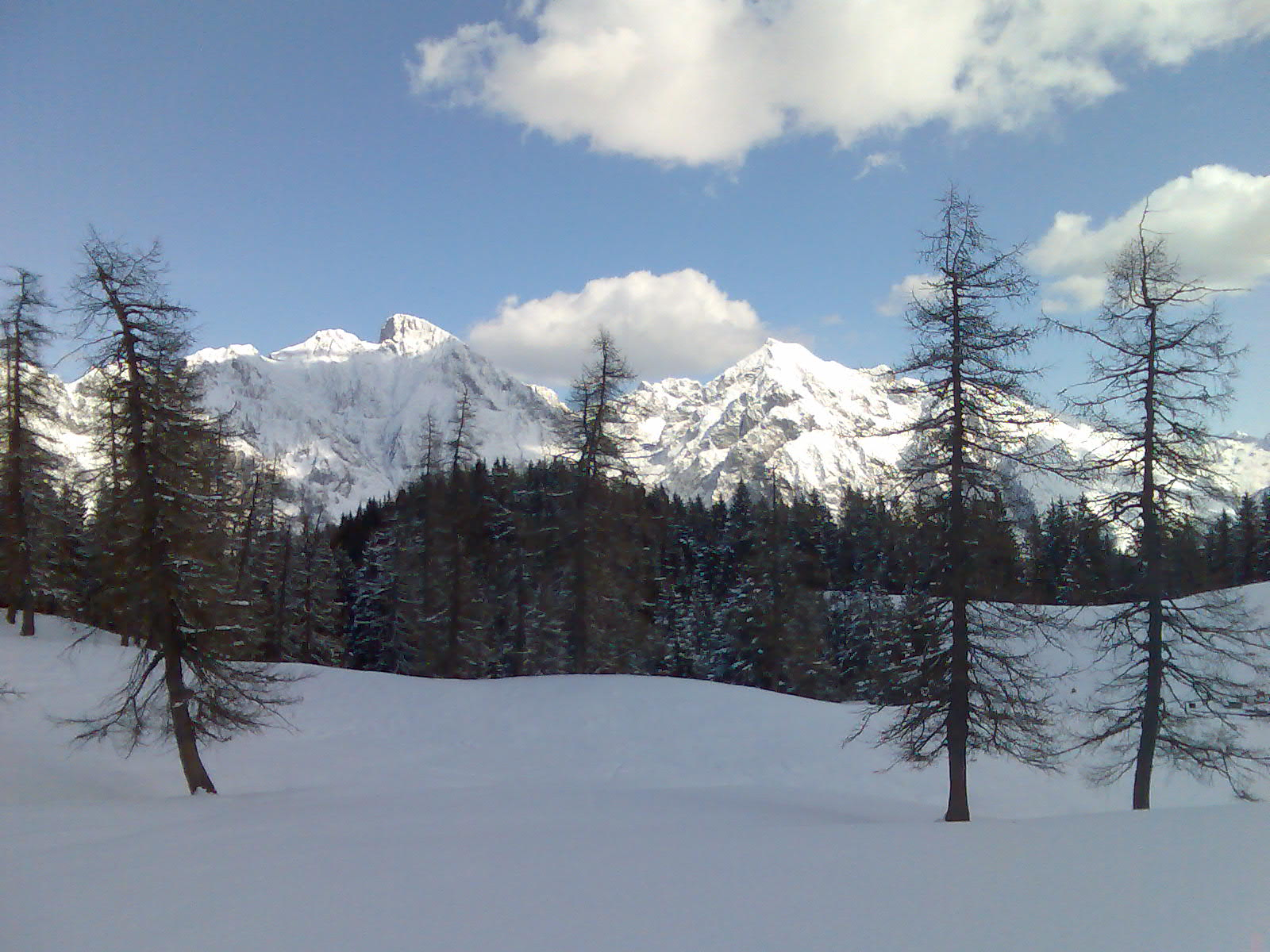
Cimone della Bagozza e Concarena a inizio primavera

### Filmati

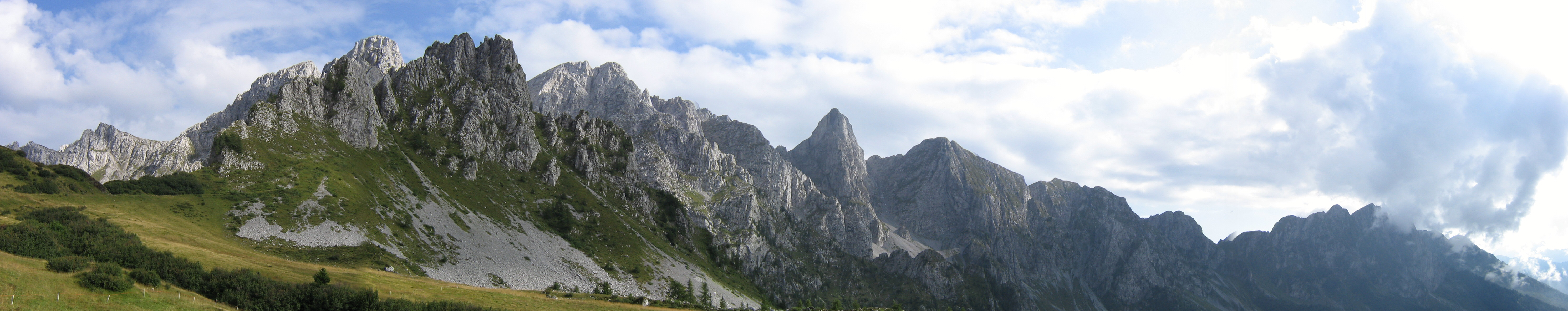
Panoramica del versante settentrionale della Concarena con il Cimone della Bagozza al centro dell'immagine.